# Nationaltheatret

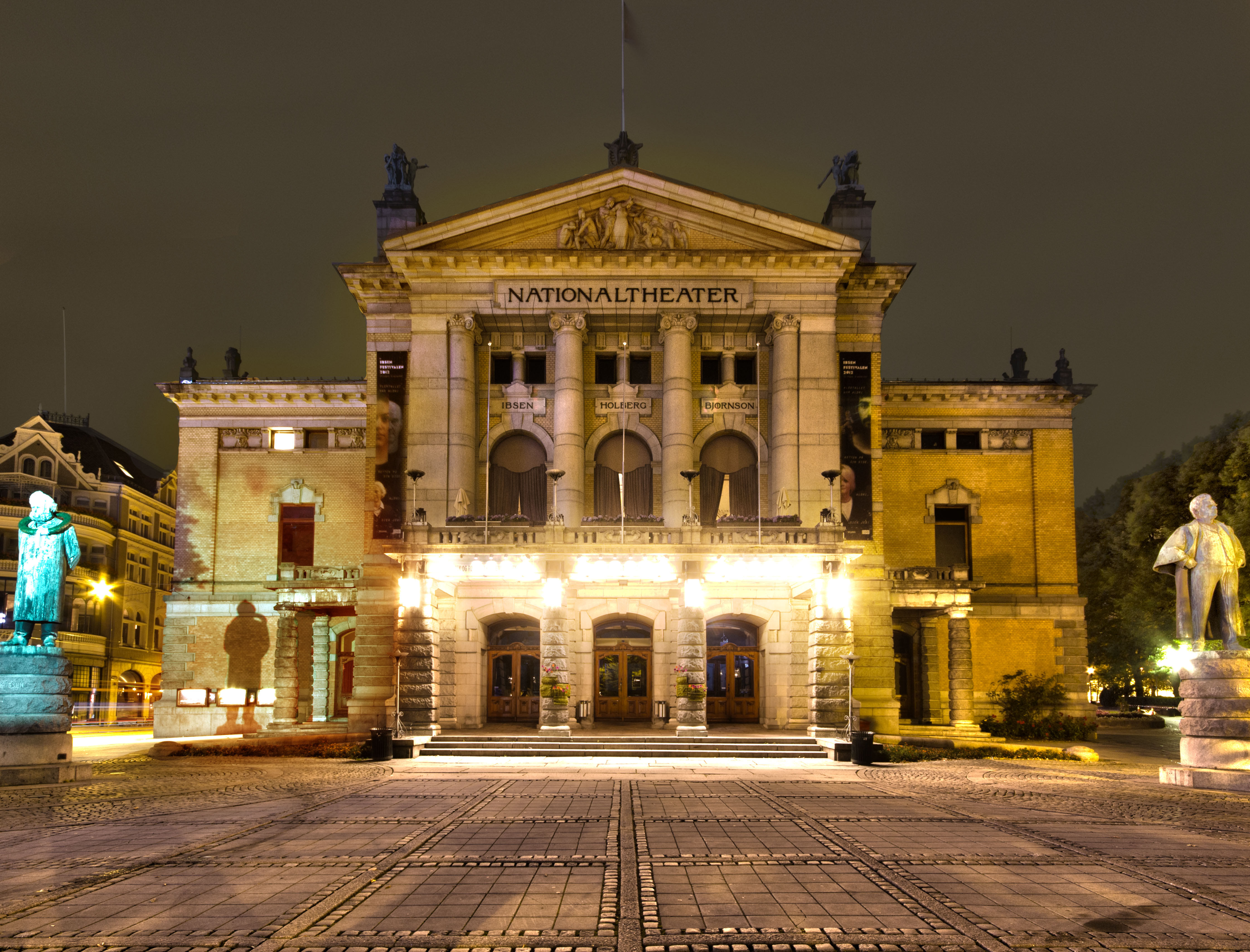
Nationaltheatret

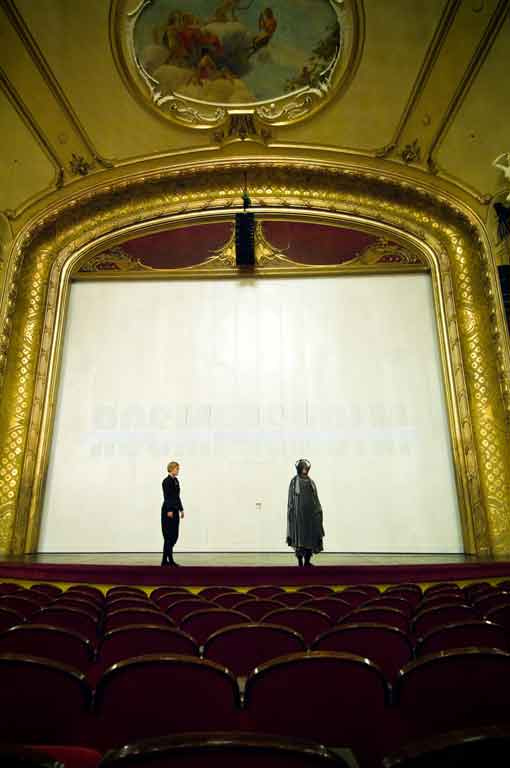
Zicht op het lijsttheater vanuit de zaal

Nationaltheatret (het Nationale Theater) is een monumentaal theatergebouw in het centrum van de Noorse hoofdstad Oslo. Samen met Den Nationale Scene en Det norske teatret geldt het als een van de drie belangrijkste theaters in het land. De eerste directeur was Bjørn Bjørnson, zoon van Nobelprijs-winnaar Bjørnstjerne Bjørnson.

## Beelden bij Nationaltheatret

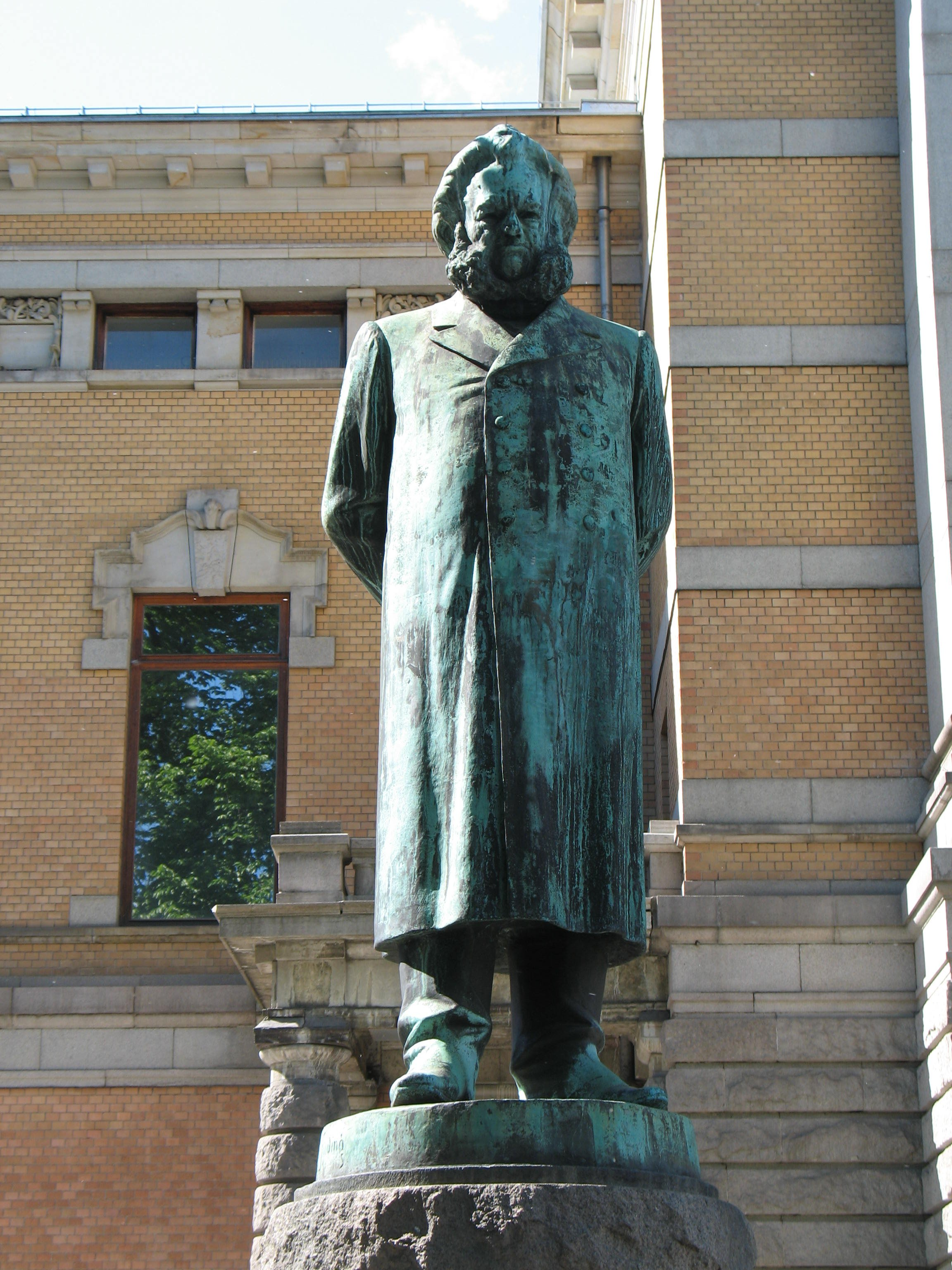
Henrik Ibsen door Stephan Sinding Foto: Kjetil Ree
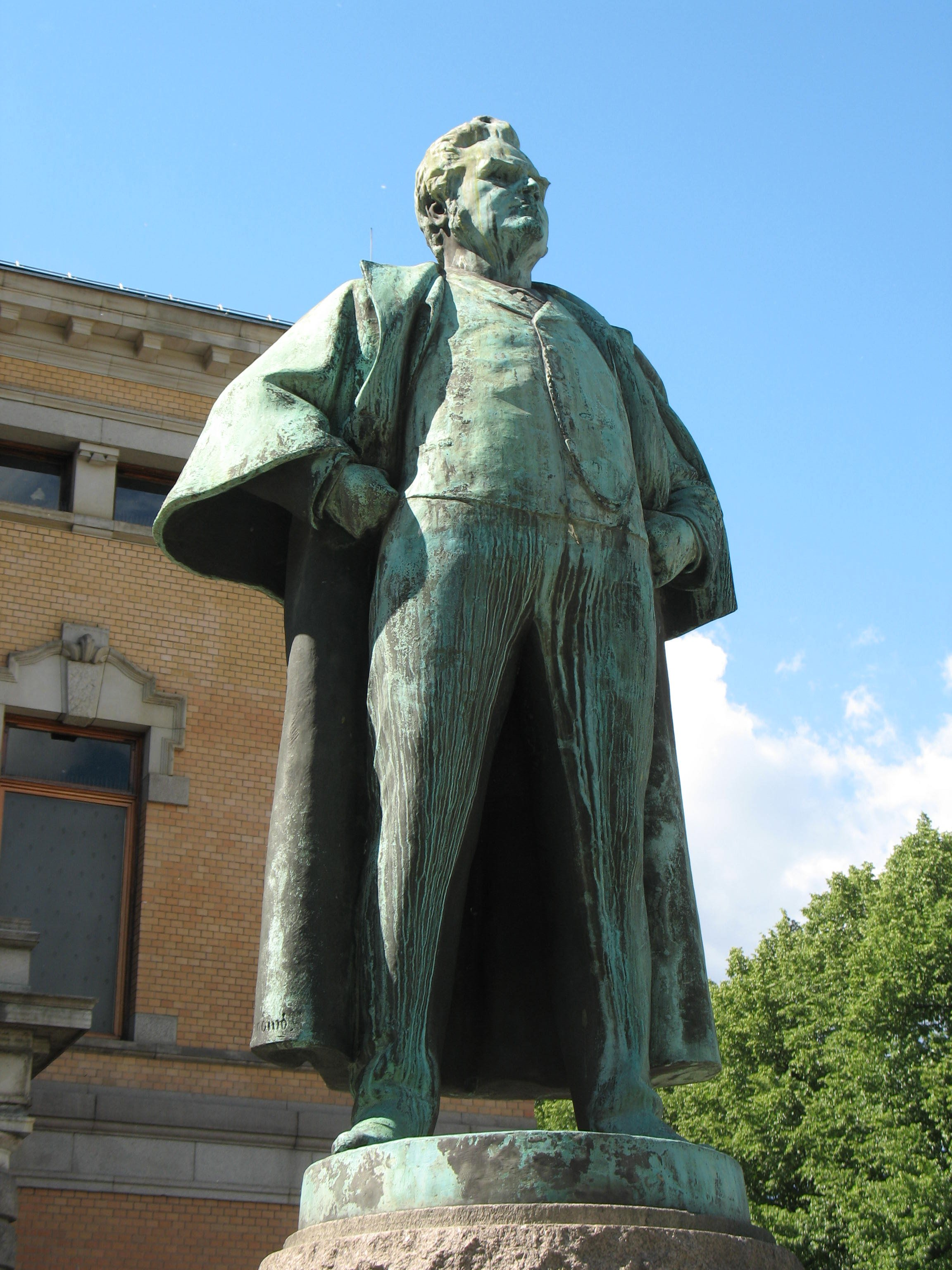
Bjørnstjerne Bjørnson door Stephan Sinding Foto: Kjetil Ree

## Monument
Het gebouw van het Nationaltheater is een kulturminne, monument of cultureel erfgoed en als zodanig opgenomen in de Noorse monumentenlijst onder nummer 86156.